# 埃蒙·沙利文
埃蒙·沙利文（Eamon Sullivan，1985年8月30日—），澳大利亚男子游泳运动员，出生於伯斯。於2008年北京奧運會獲得男子100米自由泳银牌。

## 世界記錄
2008年澳洲的奧運選拔賽，沙利文曾連續兩天分別打破50米、100米自由泳世界紀錄。

## 私生活
根据澳洲传媒报导，沙利文於2006年開始和400米個人四式世界纪录保持者的澳洲泳手，史蒂芬妮·赖斯（Stephanie Rice）交往，但他們於2008年7月奧運前夕分手。